# Wolfgang Maria Bauer
Pour les articles homonymes, voir Bauer et Wolfgang Bauer (homonymie).
 (janvier 2011).
Si vous disposez d'ouvrages ou d'articles de référence ou si vous connaissez des sites web de qualité traitant du thème abordé ici, merci de compléter l'article en donnant les références utiles à sa vérifiabilité et en les liant à la section « Notes et références ».
Wolfgang Maria Bauer, né le 9 juin 1963 à Munich, est un acteur allemand. 

## Biographie
Wolfgang Maria Bauer étudie la philosophie et le théâtre à l'Université Louis-et-Maximilien de Munich entre 1987 et 1990, puis à l'école de théâtre de Stuttgart. 
Durant les trois années qui suivent, il joue plusieurs pièces de théâtre, dont Roméo et Juliette, dans le rôle de Mercutio.
L'acteur est surtout connu pour avoir joué le rôle de Viktor Siska dans la série policière Siska entre 2004 et 2008. Viktor Siska est un commissaire de police, frère du défunt Peter Siska (rôle tenu par Peter Kremer de 1998 à 2004).

## Filmographie

### Cinéma
- 1992 : Zum Greifen nah (court métrage)
- 1996 : Fête des pères : Dr. Zettler
- 1997 : Die Musterknaben : Leo
- 1997 : Kabel und Liebe : Mike
- 2002 : 666 : Traue keinem, mit dem du schläfst! : Dämon 1
- 2006 : Surprise! 12 Filme von Veit Helmer (Video)
- 2009 : Zwei Zimmer, Balkon : Düsterer Mann
- 2012 : Le Mur invisible (Die Wand) : l'homme
- 2014 : Father Rupert Mayer : Nicolo

### Télévision
Téléfilm
- 1993 : Geschichten aus der Heimat
- 1993 : Sein letzter Wille : Franz Thalmeier
- 1996 : Der Fahrradfahrer oder 'Schröders Leidenschaft'
- 1996 : Und keiner weint mir nach : Schursch
- 1998 : Der Schnapper: Blumen für den Mörder : Kurt Lagoda
- 1999 : Typisch Ed!
- 1999 : Der Solist : Herbert Kliess
- 2005 : Les Bas-fonds : Michael
- 2010 : Die Zeit der Kraniche : Manfred Fuhrmann
- 2010 : Le Fantôme de mes rêves : Chef von Torsten Lang
- 2011 : Marie Brand und der Moment des Todes : Thomas Riegel
- 2011 : Die Dienstagsfrauen : Jacques
- 2012 : Reichsgründung/Die nervöse Großmacht (de) : Dr. Ernst Schweninger
- 2013 : Der große Schwindel : Arni

Série télévisée
- 1993 : Russige Zeiten (plusieurs épisodes) : Joe
- 1993 : Marienhof (saison 1, épisode 29 : Die Hochzeit) : lui-même
- 1993 - 2013 : Tatort (4 épisodes)
- 1997 : Ärzte (saison 5, épisode 3 : Kinderärztin Leah - Die Entführung) : Bruno Schreiner
- 1997 : Café Meineid (saison 6, épisode 7 : Westlich von Samoa) : Kurt Derwart
- 1998 : Les Pédiatres : Bruno Schubert
- 1998 - 2000 : Le Renard (5 épisodes)
- 2000 : Geisterjäger John Sinclair (saison 1, épisode 9 : Der Gerechte) : Goldblatt
- 2000 et 2005 : Une équipe de choc (Ein starkes Team) (saison 1, épisode 15 : Holdup : Harry et saison 1, épisode 2 : Sans pitié : Wilhelm)
- 2001 : STF (SK Kölsch) (saison 2, épisode 14 : La guerre des étoiles) : Leo Viehböck
- 2002 et 2008 : Die Rosenheim-Cops (Hopfen und Malz) (saison 1, épisode 3 : Hopfen und Malz : Wolfgang Stangler et saison 8, épisode 7 : Eine Mordsrechnung : Hannes Dachtler)
- 2003 : Polizeiruf 110 (saison 32, épisode 1 : Tiefe Wunden) : Brenner
- 2002 et 2008 : Siska (37 épisodes) : commissaire principal Viktor Siska
- 2004, 2009, 2011 et 2013 : Soko brigade des stups (SOKO 5113)
- 2006 : Der Bulle von Tölz (saison 1, épisode 58 : Kochkünste) : Julian Heuberger
- 2008 : Dell & Richthoven (saison 1, épisode 3 : Operation Nadelöhr) : Michael Koch
- 2008 : Pfarrer Braun (saison 7, épisode 2 : Glück auf! Der Mörder kommt!) : Jean-Luc Schwaderlapp
- 2009 : Der Dicke (saison 3, épisode 2 : Zwischen den Stühlen : Richard Jansen et saison 3, épisode 8 : Spiel mit dem Feuer : Richter Jansen)
- 2009 - 2010 : Das Traumschiff (saison 1, épisode 62 : Indian Summer : John et saison 1, épisode 59 : Papua Neuguinea : Garuda)
- 2010 : Der Bergdoktor (saison 3, épisode 8 : Gefährliche Wut) : Wieland Grahammer
- 2011 : Borgia (saison 3, épisode 2 : 1496) : Jacob Nufer

## Théâtre et scénarios
- Romeo und Julia (Roméo et Juliette)
- Der Schatten eines Fluges - Die Geschichte von Mathias Kneißl
- Der Zikadenzüchter
- In den Augen eines Fremden
- Julie, Traum und Rausch
- Kirsche in Not!
- Späte Wut
- Wir hätten gewinnen müssen

## Récompenses
- 1993 : Dr.-Otto-Kasten-Preis
- 1994 : Dramatikerpreis des Deutschen Goethe-Instituts im Rahmen der 19. Mülheimer Theatertage STÜCKE 94
- 1998 : Prix artistique de Bavière en littérature